# Heinrich Demelius
Heinrich Demelius (* 2. November 1893 in Mödling; † 6. Februar 1987 in Wien) war ein österreichischer Rechtshistoriker und Professor an der Universität Wien.

## Leben
Heinrich Demelius wurde am 2. November 1893 in Mödling geboren. Er war Kind einer Juristenfamilie: Sein Vater Ernst Demelius (1859–1904) war Professor für Zivilrecht in Innsbruck, sein Großvater Gustav Demelius (1831–1891) Professor für römisches Recht an der Wiener Universität. Der andere Großvater Heinrich von Bach (1835–1915), der nach dem Tod seines Vaters 1904 sein Vormund wurde, wirkte als Hof- und Gerichtsadvokat in Wien, dessen Bruder Alexander von Bach (1813–1893) war 1848 österreichischer Justizminister, später Kurator der kaiserlichen Akademie der Wissenschaften in Wien. Ein weiterer Onkel Heinrich Demelius’ war der Politiker Eduard von Bach (1815–1884). Von seinen Urgroßvätern waren Gottfried Demelius Kreisgerichtsrat in Weimar, Michael Bach und Wenzel Kolisko Rechtsanwälte in Wien.
Heinrich Demelius legte die Matura 1911 am Hietzinger Gymnasium Fichtnergasse ab. Das Studium an der rechts- und staatswissenschaftlichen Fakultät der Universität Wien beendete er 1916 mit der Promotion.
Nach zwei Jahren Militärdienst in der österreichisch-ungarischen Armee des Ersten Weltkrieges absolvierte er 1919 sein Gerichtsjahr. Die Habilitation erfolgte 1920 unter Moritz Wellspacher (1871–1923) für bürgerliches Recht. 1930 wurde Heinrich Demelius Professor an der Universität Wien. Ab 1935 lehrte er an der Wiener Hochschule für Welthandel. Während der Lehrtätigkeit an der Universität Wien arbeitete er als Richter am Landesgericht für Zivilrechtssachen, später am Handelsgericht Wien.
1939 übernahm Heinrich Demelius als Nachfolger von Josef Hupka (1875–1944) das Ordinariat für Handels- und Wechselrecht und hielt Vorlesungen bis in das Studienjahr 1945/46. Danach fehlt sein Name im Vorlesungsverzeichnis. Am 24. Oktober 1940 hatte er die Aufnahme in die NSDAP beantragt und wurde zum 1. Januar 1941 aufgenommen (Mitgliedsnummer 9.022.395). Aufgrund seiner Parteimitgliedschaft gehörte er zum Kreis der registrierungspflichtigen Personen nach dem Verbotsgesetz. Im Studienjahr 1947/48 kehrte er an die Fakultät zurück und war Ende 1948 wieder Professor. Die juridische Fakultät Wien wählte ihn 1952/53 zum Dekan, ein weiteres Mal im Studienjahr 1961/62. Im Rahmen seiner Tätigkeit an der Fakultät zählte er zu den maßgeblichen Förderern des wissenschaftlichen Nachwuchses, zu dem Professoren wie Walter Selb und Werner Ogris gehörten. 1962 wurde er ordentliches Mitglied der Österreichischen Akademie der Wissenschaften.
Heinrich Demelius emeritierte 1965. Neben seiner Lehrtätigkeit war ein Schwerpunkt seiner Arbeiten die Geschichte der Stadt Wien und ihrer Umgebung. Ab 1950 war er Mitglied des Vereines für Geschichte der Stadt Wien und wurde eines seiner Ehrenmitglieder.
Heinrich Demelius starb am 6. Februar 1987 in Wien.

## Schriften (Auswahl)
- Das allgemeine Handelsgesetzbuch und die handelsrechtlichen Nebengesetze. Mit einer Übersicht über die handelsrechtliche Rechtsprechung des Obersten Gerichtshofes in Wien. Unter Benützung der von Oskar Pisko, Wilhelm Schlesinger herausgegebenen 22. Auflage neu bearbeitet (= Manzsche Ausgabe der österreichischen Gesetze. Große Ausgabe. 11, ZDB-ID 1153701-2).	23. Auflage. Manz, Wien 1937, (zahlreiche Auflagen; Titelvarianten).
- Österreichisches Grundbuchsrecht. Entwicklung und Eigenart. Manz, Wien 1948.
- Stadtrichter contra die von Wien. Ein Beitrag zur Wiener Gerichtsverfassung im 16. Jahrhundert. In: Österreichischen Akademie der Wissenschaften. Anzeiger der Philosophisch-Historische Klasse. Band 90, 1953, ISSN 0378-8652, S. 146–161.
- Gläubigerschutz und Gläubigerbefriedigung. Ein Beitrag zum österreichischen Genossenschaftsrecht (= Wiener Studien des Forschungsinstitutes für Genossenschaftswesen. 2, ZDB-ID 614697-1). Vandenhoeck & Ruprecht, Göttingen 1955.
- Das älteste Grundbuch der Stadt Graz 1736. In: Mitteilungen des Steiermärkischen Landesarchivs. Folge 7, 1957, S. 18–38.
- König Ferdinand I. und der Haushalt der Universität Wien. In: Österreichischen Akademie der Wissenschaften. Anzeiger der Philosophisch-Historische Klasse. Band 99, 1962, S. 56–62.
- Beiträge zur Haushaltsgeschichte der Universität Wien. In: Studien zur Geschichte der Universität Wien. Band 1, 1965, ISSN 0506-9300, S. 92–217.
- Eheliches Güterrecht im spätmittelalterlichen Wien. Mit einem Namensverzeichnis der Ehepaare aus dem Grundbuch Wien 1438–1473 (= Österreichische Akademie der Wissenschaften. Philosophisch-Historischen Klasse. Sitzungsberichte. Band 265, Abh. 4). Österreichische Akademie der Wissenschaften, Wien 1970, ISBN 3-205-03627-1.
- Aus dem Stadtbuch von Mautern an der Donau. (1432–1550). Ein Beitrag zur österreichischen Privatrechtsgeschichte (= Österreichische Akademie der Wissenschaften. Philosophisch-Historischen Klasse. Sitzungsberichte. Band 277, Abh. 2). Österreichische Akademie der Wissenschaften, Wien 1972, ISBN 3-205-03668-9.
- Niclas Groß gegen Wolfgang Winter (1459 bis 1462). Ein Beitrag zur Kenntnis der privatrechtlichen Beziehungen zwischen Nürnberg und Wien im Spätmittelalter. In: Mitteilungen des Vereins für Geschichte der Stadt Nürnberg. Band 60, 1973, S. 195–205.
- Erhart Haidem, Richter zu Perchtoldsdorf bei Wien, und die landesfürstlichen Grundbücher 1431–1523. Ein Beitrag zur österreichischen Privatrechtsgeschichte des Spätmittelalters (= Österreichische Akademie der Wissenschaften. Philosophisch-Historischen Klasse. Sitzungsberichte. Band 293, Abh. 1). Österreichische Akademie der Wissenschaften, Wien 1974, ISBN 3-7001-0058-2.
- Konkurs im alten Wien. In: Festschrift für Otto Reimer. 20 Beiträge zum Wirtschaftsrecht. Pustet, Salzburg u. a. 1976, ISBN 3-7025-0147-9, S. 13–19.
- als Herausgeber: Wiener Ratsurteile des Spätmittelalters (= Fontes rerum Austriacarum. = Österreichische Geschichtsquellen. Abteilung 3: Fontes iuris. 6). Böhlau, Wien u. a. 1980, ISBN 3-205-08730-5.